# قائمة سفراء السودان لدى الولايات المتحدة
السفير السوداني في واشنطن العاصمة هو الممثل الرسمي للحكومة في الخرطوم لدى حكومة الولايات المتحدة.

## قائمة النواب
| الاتفاق الدبلوماسي/المعين | الاعتماد الدبلوماسي | السفير                        | قائمة رؤساء السودان | قائمة رؤساء الولايات المتحدة | نهاية الفترة |
| ------------------------- | ------------------- | ----------------------------- | ------------------- | ---------------------------- | ------------ |
| 22 أغسطس 1956             | 31 أغسطس 1956       | إبراهيم أنيس                  | إسماعيل الأزهري     | دوايت أيزنهاور               |              |
| 7 يوليو 1957              | 21 يوليو 1959       | عثمان الحضري                  | إبراهيم عبود        | دوايت أيزنهاور               |              |
| 16 أبريل 1965             | 5 مايو 1965         | خليفة عباس العبيد             | إسماعيل الأزهري     | ليندون جونسون                |              |
| 14 مارس 1966              | 22 مارس 1966        | أمين أحمد حسين                | إسماعيل الأزهري     | ليندون جونسون                |              |
| 6 يونيو 1967              |                     |                               | إسماعيل الأزهري     | ليندون جونسون                |              |
| 25 يوليو 1972             |                     | أحمد حسن جبر                  | جعفر النميري        | ريتشارد نيكسون               |              |
| 1 ديسمبر 1972             | 19 ديسمبر 1972      | عبد العزيز الحمزة             | جعفر النميري        | ريتشارد نيكسون               |              |
| 8 أغسطس 1974              |                     | عمر يوسف بريدو                | جعفر النميري        | جيرالد فورد                  |              |
| 16 يناير 1975             | 29 يناير 1975       | فرانسيس دينق                  | جعفر النميري        | جيرالد فورد                  |              |
| 2 سبتمبر 1975             | 18 نوفمبر 1976      | عمر صالح محمد عيسى            | جعفر النميري        | جيرالد فورد                  |              |
| 12 سبتمبر 1985            | 5 نوفمبر 1985       | صلاح أحمد محمد صالح           | عمر البشير          | رونالد ريغان                 |              |
| 29 أغسطس 1988             | 19 سبتمبر 1988      | حسن الأمين البشير             | أحمد الميرغني       | رونالد ريغان                 |              |
| 17 يناير 1990             | 5 فبراير 1990       | عبد الله أحمد عبد الله        | عمر البشير          | جورج بوش الأب                |              |
| 23 أغسطس 1993             | 1 أكتوبر 1993       | أحمد سليمان                   | عمر البشير          | بيل كلينتون                  |              |
| 27 فبراير 1996            | 30 أبريل 1996       | مهدي إبراهيم محمد             | عمر البشير          | بيل كلينتون                  |              |
| 8 يوليو 2011              |                     | عماد ميرغني عبد الحميد التوهم | عمر البشير          | باراك أوباما                 |              |
| 5 مايو 2020               |                     | نور الدين ساتي                | عبد الله حمدوك      | دونالد ترامب                 |              |